# Miloš Kolibar
Miloš Kolibar (...) è un ex giocatore di football americano e allenatore di football americano serbo, che ha giocato nel ruolo di wide receiver.